# Charan Singh
Chowdhary Charan Singh, född 23 december 1902 i Noorpur, distriktet Meerut, Uttar Pradesh, död 29 maj 1987 i Delhi, var en indisk politiker som var Indiens premiärminister 1979–1980.
Singh föddes i en jordbrukarfamilj. Efter högre studier tog han 1923 en examen i naturvetenskap vid universitetet i Agra 1925. Eftersom han även studerat juridik under sina år på universitet öppnade han sedan en juridisk praktik i Ghaziabad efter avslutade studier. Efter att under större delen av sin politiska karriär ha varit verksam i Kongresspartiet, bytte Charan Singh parti, och blev indisk premiärminister för Janata Party.

## Politisk karriär i urval
- 1937 Invald i den lagstiftande församlingen i Uttar Pradesh.
- 1951 Justitieminister i delstatsregeringen
- 1952 Finansminister och jordbruksminister i delstatsregeringen
- 1970 Premiärminister i delstatsregeringen under en kort period
- 1979-1980 Premiärminister i den federala indiska regeringen